# Anglo-saxões

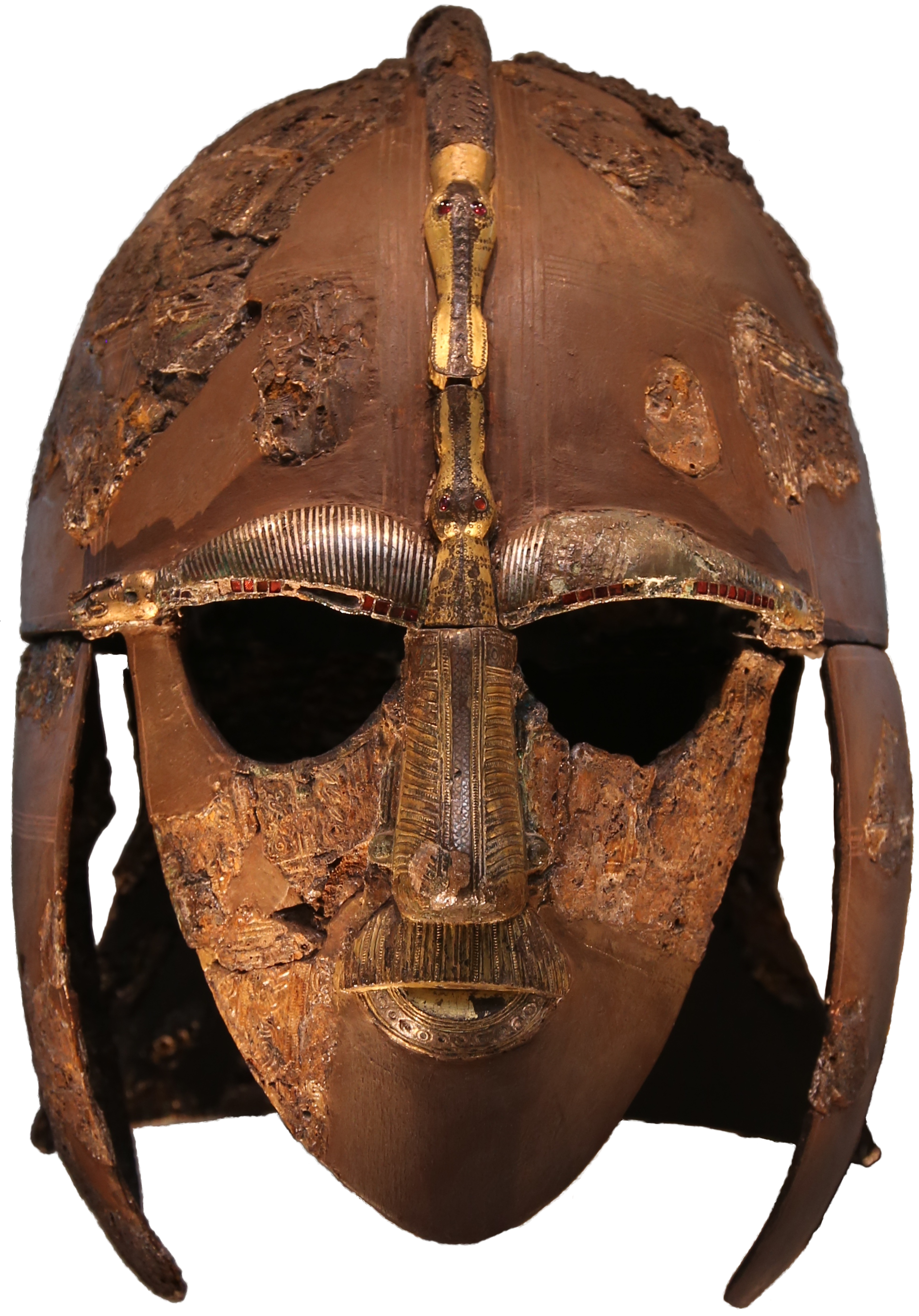
O elmo de Sutton Hoo é um elmo anglo-saxão decorado descoberto durante a escavação de 1939 no funeral do navio Sutton Hoo. Foi enterrado em torno de 625 e é amplamente acreditado ser o elmo do rei Redualdo da Ânglia Oriental, e sua decoração elaborada pode ter lhe dado uma função secundária semelhante a uma coroa.

Os anglo-saxões ou anglo-saxónicos foram um povo que habitou a Grã-Bretanha a partir do século V. Eles compreendem um povo formado de tribos germânicas que migraram para a ilha a partir da Europa continental, seus descendentes (anglos, frísios, jutos e saxões) e grupos celtas britônicos (britões) que adotaram alguns aspectos da cultura e língua anglo-saxã. Historicamente, o período anglo-saxão denota o período na Grã-Bretanha entre cerca de 450 e 1066, após o seu assentamento inicial e até a conquista normanda. O período anglo-saxão inicial inclui a criação de uma nação inglesa, com muitos aspectos que sobrevivem hoje, incluindo o governo regional de condados e hundredos. Durante este período, o cristianismo foi estabelecido e houve um florescimento da literatura e da linguagem. Cartas e leis também foram estabelecidas. O termo anglo-saxão é popularmente usado para a língua que foi falada e escrita pelos anglo-saxões na Inglaterra e no leste da Escócia, entre pelo menos meados do século V e meados do XII. Em uso acadêmico, o idioma é mais comumente chamado de inglês antigo.
A história dos anglo-saxões é a história de uma identidade cultural. Ela desenvolveu-se a partir de grupos divergentes em associação com a adoção do cristianismo pelo povo e foi parte integrante do estabelecimento de vários reinos. Ameaçada por extensas invasões dinamarquesas e ocupação militar do leste da Inglaterra, essa identidade foi restabelecida; dominou até depois da Conquista Normanda. A cultura anglo-saxônica visível pode ser vista na cultura material de edifícios, estilos de vestimenta, iluminuras e ofertas em túmulos. Por trás da natureza simbólica desses emblemas culturais, existem fortes elementos de laços tribais e senhoriais. A elite se descreveu como reis que desenvolveram burhs e identificaram seus papéis e povos em termos bíblicos. Acima de tudo, como Helena Hamerow observou, "grupos de parentesco locais e estendidos permaneceram... a unidade essencial da produção durante o período anglo-saxão" Os efeitos persistem no século XXI, de acordo com um estudo publicado em março de 2015, a composição genética das populações britônicas hoje mostra divisões das unidades políticas tribais do período anglo-saxão inicial.
O uso do termo anglo-saxão pressupõe que as palavras anglos, saxões ou anglo-saxões tenham o mesmo significado em todas as fontes. Este termo começou a ser usado apenas no século VIII para distinguir os grupos germânicos na Grã-Bretanha dos que estão no continente (Antiga Saxônia no norte da Alemanha). Catherine Hills resumiu os pontos de vista de muitos estudiosos modernos em sua observação de que as atitudes anglo-saxãs e, portanto, a interpretação de sua cultura e história, "foram mais condicionadas à teologia política e religiosa contemporânea como em qualquer tipo de evidência".

## Etnônimo
O etnônimo inglês antigo "Angul-Seaxan" vem do latim Angli-Saxones e tornou-se o nome dos povos que Beda chama Anglorum. e Gildas chama Saxones. "Anglo-saxão" é um termo que raramente era usado pelos próprios anglo-saxões; não é um autônimo. É provável que eles se identifiquem como Ængli, Seaxe ou, mais provavelmente, os nomes locais ou tribais, como Mierce, Cantie, Gewisse, Westseaxe ou Norþanhymbre. Além disso, o uso de "anglo-saxão" oculta a medida em que o povo se identificou como anglo-escandinavo após a Era Viquingue, ou como anglo-normando após a conquista normanda em 1066.
As primeiras referências históricas usando este termo são de fora da Grã-Bretanha, referindo-se a invasores piratas germânicos, "saxões" que atacaram as margens da Grã-Bretanha e da Gália no século III. Procópio afirma que a Grã-Bretanha foi colonizada por três povos: anglos (angiloi), frísios (frisones) e britões. O termo anglo-saxões (angli saxones) parece ter sido usado na escrita continental do século VIII; Paulo o Diácono usa para distinguir os saxões ingleses dos saxões continentais (Ealdseaxe, literalmente, "saxões antigos"). O nome parece significar saxões "ingleses".
A igreja cristã parece ter usado a palavra Angli; por exemplo, na história do papa Gregório I e sua observação, "Non Angli sed angeli" (não ingleses, mas anjos). Os termos ænglisc ('a língua inglesa') e Angelcynn ('o povo inglês') também foram utilizados pelo rei saxão ocidental Alfredo para se referir ao povo; ao fazê-lo, ele seguia a prática estabelecida. O primeiro uso do termo anglo-saxão entre as fontes insulares está nos títulos para Etelstano: Angelsaxonum Denorumque gloriosissimus rex (mais glorioso rei dos anglo-saxões e dos dinamarqueses) e rex Angulsexna et Norþhymbra imperator gubernator paganorum Brittanorumque propugnator (rei dos anglo-saxões e imperador dos nortúmbrios, governador dos pagãos e defensor dos britões). Em outras ocasiões, ele usa o termo rex Anglorum (rei dos ingleses), que provavelmente significava anglo-saxões e dinamarqueses. Alfredo o Grande usou Anglosaxonum Rex. O termo Engla cyningc (Rei dos ingleses) é usado por Etelredo. O rei Canuto em 1021 foi o primeiro a se referir à terra e não as pessoas com este termo: ealles Englalandes cyningc (Rei de toda a Inglaterra). Estes títulos expressam a sensação de que os anglo-saxões eram um povo cristão com um rei ungido pelo Deus cristão.
Os falantes indígenas de britônico comum se referiam aos anglo-saxões como saxões ou talvez Saxsī ou Saxōnēs (Sais ‘um inglês’ e Saeson ‘os ingleses’ em galês); a palavra equivalente em gaélico escocês é Sasannach e em irlandês Sasanach. Catherine Hills sugere que não é um acidente "que os ingleses se chamam pelo nome santificado pela Igreja, como o de um povo escolhido por Deus, cujos inimigos usam o nome originalmente aplicado aos incursores piratários".

## História anglo-saxã inicial (410-660)
O período anglo-saxão inicial abrange a história da Grã-Bretanha medieval que começa a partir do fim do domínio romano. É um período amplamente conhecido na história europeia como as migrações bárbaras. Este era um período de migração germânica intensificada na Europa entre cerca de 400 até 800. Os migrantes eram tribos germânicas como os godos, os vândalos, os anglos, os saxões, os lombardos, os suevos, os frísios e os francos; foram depois empurrados para o oeste pelos hunos, avares, eslavos, búlgaros e alanos. Os migrantes para a Grã-Bretanha também podem ter incluído os hunos e rugini.
Até o ano 400, o sul da Grã-Bretanha – que é a Grã-Bretanha abaixo da Muralha de Adriano – era uma parte do Império Romano Ocidental, ocasionalmente perdido por rebelião ou invasão, mas até então eventualmente recuperada. Por volta de 410, a Grã-Bretanha passou do controle imperial direto para uma fase denominada "sub-romana".

### Migração (c.410–c.560)

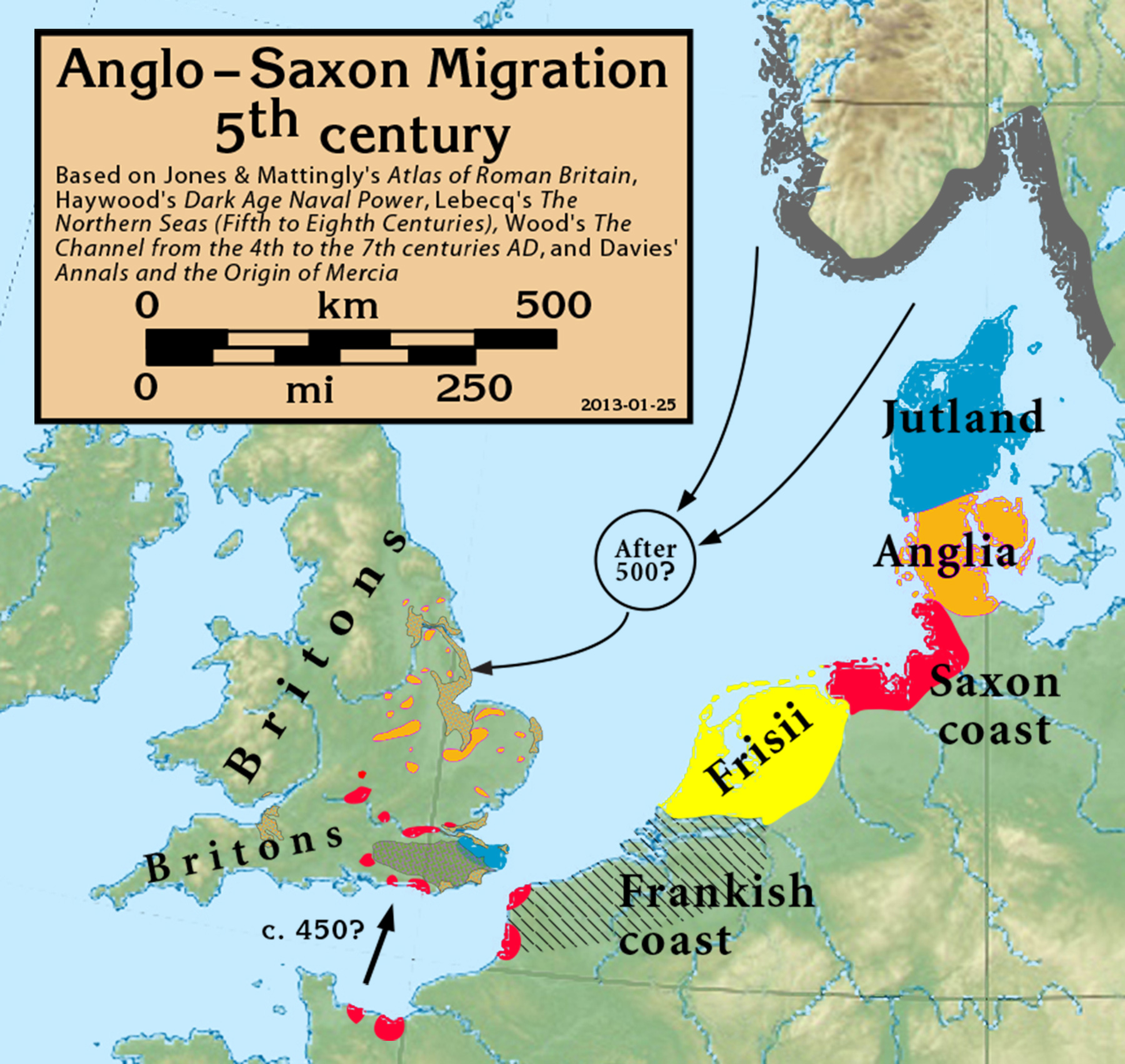
As migrações de acordo com Beda, que escreveu cerca de 300 anos após o evento; Há evidências arqueológicas de que os colonos na Inglaterra vieram de muitas dessas localidades continentais

A narrativa tradicional deste período é de declínio e queda, invasão e migração; no entanto, o arqueólogo Heinrich Härke declarou em 2011:
Agora é aceito que os anglo-saxões não foram apenas transplantados invasores germânicos e colonos do continente, mas o resultado de interações e mudanças insulares.
Escrevendo em cerca de 540, Gildas menciona que, em algum momento do século V, um conselho de líderes na Grã-Bretanha concordou que alguma terra no sudeste da Grã-Bretanha seria dada aos saxões com base em um tratado, um foedus, pelo qual os saxões defenderiam o britões contra ataques de pictos e escotos em troca de suprimentos. A evidência textual mais contemporânea é a Crônica Gálica de 452 que registra para o ano 441: "As províncias britânicas, que sofreram várias derrotas e infortúnios, são reduzidas ao domínio saxão". Esta é uma data anterior à de 451 para a "vinda dos saxões" usada por Beda em sua História Eclesiástica do Povo Inglês, escrita em torno de 731. Foi argumentado que Beda interpretou mal suas fontes (escassas) e que a as referências cronológicas na Historia Britonnum produzem uma data plausível em torno de 428.
Gildas relata como a guerra estourou entre os saxões e a população local – Higham o chama de "Guerra dos Saxões Federados" – que terminou pouco depois do cerco em Monte Badonico (Mons Badonicus). Os saxões voltam para "sua casa oriental". Gildas chama a paz de "um divórcio doloroso com os bárbaros". O preço da paz, argumenta Nick Higham, é um tratado melhor para os saxões, dando-lhes a capacidade de receber tributo dos povos nas terras baixas da Grã-Bretanha. As evidências arqueológicas concordam com esta escala de tempo. Em particular, o trabalho de Catherine Hills e Sam Lucy sobre a evidência de Spong Hill moveu a cronologia para a liquidação antes de 450, com um número significativo de itens agora em fases antes da data de Beda.
Esta visão dos anglo-saxões que exercem amplos poderes políticos e militares em uma data precoce permanece contestada. A visão mais desenvolvida de uma continuação na Grã-Bretanha sub-romana, com controle sobre seu próprio destino político e militar por mais de um século, é de Kenneth Dark, que sugere que a elite sub-romana sobreviveu em cultura, política e poder militar até c. 570. No entanto, Nick Higham parece concordar com Beda, que identificou três fases de assentamento: uma fase de exploração, quando os mercenários vieram proteger a população residente; uma fase de migração, que era substancial, tal como implicava a afirmação de que Anglus foi abandonada; e uma fase de estabelecimento, na qual os anglo-saxões começaram a controlar áreas, implicava a afirmação de Beda sobre as origens das tribos.
Os estudiosos não chegaram a um consenso sobre o número de migrantes que entraram na Grã-Bretanha nesse período. Heinrich Härke sugere que o número é de cerca de 100 000, com base na evidência molecular. Mas, arqueólogos como Christine Hills e Richard Hodges sugerem que o número é mais próximo de 20 000. Em cerca de 500, os migrantes anglo-saxões estabeleceram-se no sul e leste da Grã-Bretanha.
O que aconteceu com os povos indígenas britânicos também está sujeito a perguntas. Heinrich Härke e Richard Coates apontam que são invisíveis de forma arqueológica e linguística. Mas com base em um número de anglo-saxões bastante alto (200 000) e um baixo dos britônicos (800 000), as pessoas britônicas provavelmente teriam superado em número os anglo-saxões em pelo menos quatro para um. A interpretação de tais figuras é que, embora "culturalmente, os anglo-saxões tardios e ingleses emergissem como extraordinariamente não britânicos, ... sua composição genética e biológica tem, no entanto, a probabilidade de ter sido substancialmente, de fato predominantemente, britânica". O desenvolvimento da cultura anglo-saxônica é descrito por dois processos. Um é semelhante às mudanças de cultura observadas na Rússia, África do Norte e partes do mundo islâmico, onde uma cultura poderosa se torna, em um período bastante curto, adotada por uma maioria já estabelecida.

O segundo processo é explicado através de incentivos. Nick Higham resumiu desta maneira:
Como Bede implicou mais tarde, a linguagem era um indicador chave da etnia no início da Inglaterra. Em circunstâncias em que a liberdade em lei, a aceitação com os parentes, o acesso ao patronato e o uso e a posse de armas eram exclusivos para aqueles que podiam reivindicar descendência germânica, então falar inglês antigo sem inflexão latina ou britã tinha um valor considerável.
Em meados do século VI, alguns povos britões nas terras baixas da Grã-Bretanha se deslocaram pelo mar para formar a Bretanha, e algumas se mudaram para o oeste, mas a maioria abandonou sua língua e cultura passadas e adotou a nova cultura dos anglo-saxões. Ao adotar essa linguagem e cultura, as barreiras começaram a se dissolver entre os povos, que anteriormente viveram vidas paralelas As evidências arqueológicas mostram uma continuidade considerável no sistema de paisagem e governança local, que foi herdada da comunidade indígena. Há evidências de uma fusão de cultura neste período inicial. Os nomes britônicos aparecem nas listas de elite anglo-saxônica. A linha real de Saxônia Ocidental foi tradicionalmente fundada por um homem chamado Cerdico, um nome indubitavelmente celta originalmente derivado de Carataco. Isso pode indicar que Cerdico era um britânico nativo, e que sua dinastia se tornou anglicizada ao longo do tempo. Alguns descendentes alegados de Cerdico também possuíam nomes celtas, incluindo o Bretwalda Ceaulino. O último homem nesta dinastia a ter um nome britônico era o rei Ceduala, que morreu tão tardiamente em 689.

### Desenvolvimento da sociedade anglo-saxã (560–610)

Mapa das Hidas da Inglaterra, uma lista de 35 tribos que foi compilada na Inglaterra anglo-saxônica algum tempo entre os séculos VII e IX

Na última metade do século VI, quatro estruturas contribuíram para o desenvolvimento da sociedade; elas eram a posição e as liberdades do ceorl, as áreas tribais menores que se agrupavam em reinos maiores, a elite desenvolvendo-se de guerreiros a reis e o monasticismo irlandês desenvolvendo-se sob Finiano (que consultara Gildas) e seu aluno Columba.
As fazendas anglo-saxônicas desse período são muitas vezes erroneamente pensadas ser "fazendas camponesas". No entanto, um ceorl, que era o homem livre de menor ranking na sociedade anglo-saxônica inicial, não era um camponês, mas um homem com armas, com o apoio de sua família (kindred), acesso à lei e veregildo; situado no ápice de uma casa alargada que trabalha pelo menos uma faixa de terra. O agricultor tinha liberdade e direitos sobre as terras, com provisão de um aluguel ou dever para um senhor que forneceu apenas uma pequena entrada de senhorio. A maior parte dessa terra era terra cultivável comum (de um sistema de campo externo) que forneceu aos indivíduos os meios para construir uma base de parentesco (kinship) e vínculos culturais grupais.
O Hidas da Inglaterra lista trinta e cinco povos, ou tribos, com tributações em faixas de terras, que podem ter sido originalmente definidos como a área de terra suficiente para manter uma família. As tributações no texto refletem o tamanho relativo das províncias. Embora variando em tamanho, todos os trinta e cinco povos do texto eram do mesmo status, na medida em que eram áreas que foram governadas por sua própria família de elite (ou casas reais), e assim foram avaliadas de forma independente por pagamento de tributo. No final do século VI, reinos maiores se estabeleceram nas costas sul ou leste. Eles incluem as províncias dos Jutos de Hampshire e Wight, Saxões do Sul, Kent, Saxões do Leste, Anglos Orientais, Lindsey e (norte do Humber) Deira e Bernícia. Vários desses reinos podem ter como foco inicial um território baseado em civitas romanas anteriores.
No final do século VI, os líderes dessas comunidades se denominavam reis, embora não devesse assumir que todos eles eram de origem germânica. O conceito de Bretwalda é tomado como evidência de uma série de famílias de elite anglo-saxões iniciais. O que Beda parece implicar seu "Bretwalda" é a capacidade dos líderes para extrair tributo, proteger as pequenas regiões, que podem ter sido de curta duração em qualquer instância. As dinastias "anglo-saxônicas", ostensivamente, se substituíram umas às outras neste papel em um descontínuo, mas influente e poderosa votação nominal das elites guerreiras. É importante destacar, seja qual for sua origem ou onde quer que tenha florescido, essas dinastias estabeleceram sua reivindicação de senhoria através de seus vínculos com laços de parentes (kin) estendidos. Como Helen Peake diz em tom de brincadeira, "todos eles simplesmente foram relacionados de volta com Woden".
O processo de guerreiro para cyning – inglês antigo para "rei" – é descrito em Beowulf:
Inglês Antigo
- Oft Scyld Scéfing – sceaþena þréatum
- monegum maégþum – meodosetla oftéah•
- egsode Eorle – syððan aérest wearð
- féasceaft funde – hé þæs frófre gebád•
- wéox under wolcnum – weorðmyndum þáh
- oð þæt him aéghwylc – þára ymbsittendra
- ofer hronráde – hýran scolde,
- gomban gyldan – þæt wæs gód cyning.

Português (Baseado na versão inglesa de Seamus Heaney)
- Havia Shield Sheafson, flagelo de muitas tribos,
- Um demolidor de bancos de hidromel, semeando o alvoroço entre inimigos.
- Esse terror das tropas do salão havia chegado longe.
- Um progenitor para começar, ele floresceria mais tarde
- À medida que seus poderes cresciam e seu valor foi comprovado.
- No final, cada clã nas costas periféricas
- Além da estrada da baleia (mar) teve que ceder a ele
- E começar a prestar tributo. Esse foi um bom rei.[45]

### Conversão ao cristianismo (590–660)

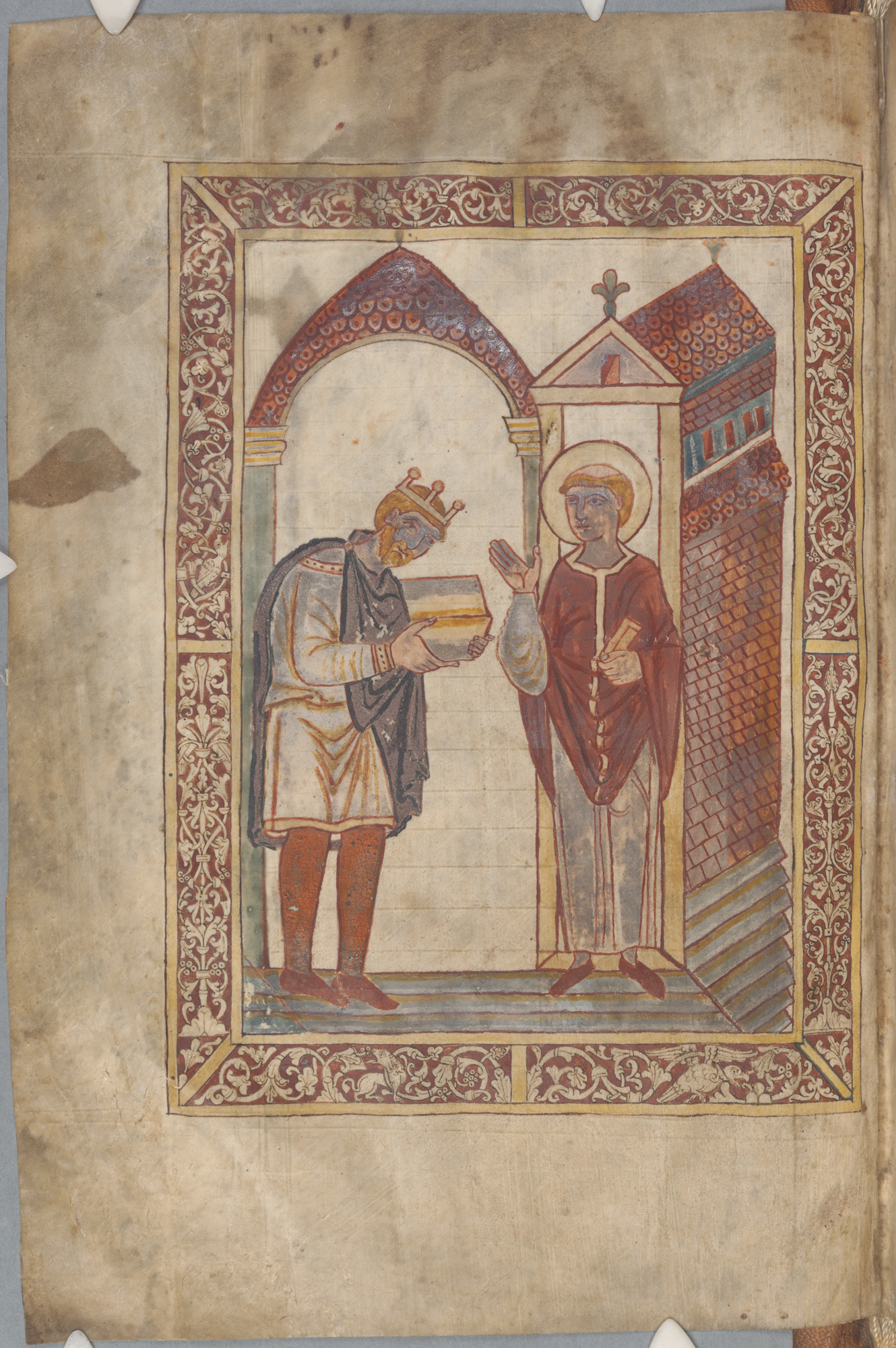
Etelstano apresentando um livro de evangelho para o falecido Santo Cuteberto (934); Faculdade de Corpus Christi Cambridge MS 183, fol. 1v

Em 565, Columba, um monge da Irlanda que estudou na escola monástica de Moville sob Santo Finnian, chegou a Iona como um exílio auto-imposto. A influência do mosteiro de Iona cresceria no que Peter Brown descreveu como um "império espiritual inusitadamente extenso", que "se estendeu do oeste da Escócia, até o sudoeste, no coração da Irlanda e, ao sudeste, atingiu o norte Grã-Bretanha, através da influência do seu mosteiro irmão Lindisfarne".
Em junho de 597, Columba morreu. Naquele momento, Agostinho desembarcou na Ilha de Thanet e seguiu para a principal cidade do rei Etelberto, Canterbury. Ele tinha sido o prior de um mosteiro em Roma quando o Papa Gregório Magno o escolheu em 595 para liderar a missão gregoriana na Grã-Bretanha para cristianizar o Reino de Kent de seu paganismo anglo-saxão nativo. Kent provavelmente foi escolhido porque Etelberto se casou com uma princesa cristã, Berþa, filha de Charibert I, o Rei de Paris, que deveria exercer alguma influência sobre o marido. Etelberto foi convertido ao cristianismo, as igrejas foram estabelecidas e a conversão em escala maior para o cristianismo começou no reino. A lei de Etelberto para Kent, o primeiro código escrito em qualquer idioma germânico, instituiu um sistema complexo de multas. Kent era rico, com fortes vínculos comerciais com o continente, e Etelberto pode ter instituído o controle real sobre o comércio. Pela primeira vez após a invasão anglo-saxônica, as moedas começaram a circular em Kent durante seu reinado.
Em 635 Aidan, um monge irlandês de Iona escolheu a Ilha de Lindisfarne para estabelecer um mosteiro e perto da principal fortaleza de Bamburgo do rei Osvaldo. Ele estava no mosteiro em Iona quando Osvaldo pediu para uma missão ser enviada para cristianizar o Reino da Nortúmbria do seu paganismo anglo-saxão nativo. Osvaldo provavelmente escolheu Iona porque depois que seu pai foi morto, ele fugiu para o sudoeste da Escócia e encontrou o cristianismo e voltou determinado a fazer Nortúmbria ser cristã. Aidan conseguiu um grande sucesso na divulgação da fé cristã e, como Aidan não conseguia falar inglês e Osvaldo aprendeu irlandês durante o exílio, Osvaldo atuou como intérprete de Aidan quando o último estava pregando. Mais tarde, o santo padroeiro da Nortúmbria, São Cuteberto, era abade do mosteiro e depois bispo de Lindisfarne. Uma vida anônima de Cuteberto, escrita em Lindisfarne, é a mais antiga peça antiga de escrita histórica inglesa, e em sua memória um evangelho (conhecido como o Evangelho de São Cuteberto) foi colocado em seu caixão. A encadernação de couro decorada é a mais antiga encadernação europeia intacta.
Em 664, o Sínodo de Whitby foi convocado e estabeleceu a prática romana em oposição à prática irlandesa (em estilo de tonsure e datas da Páscoa) como norma na Nortúmbria e, assim, "trouxe a igreja da Nortúmbria para a corrente principal da cultura romana". O assento episcopal de Nortúmbria foi transferido de Lindisfarne para York. Wilfrid, principal defensor da posição romana, mais tarde tornou-se Bispo da Nortúmbria, enquanto Colmán e os adeptos de Ionan, que não alteraram suas práticas, retiraram-se para Iona.

## Média história anglo-saxã (660–899)
Em 660, o mapa político da Baixa-Bretanha se desenvolveu com territórios menores que se agrupavam em reinos, desde então reinos maiores começaram a dominar os reinos menores. O desenvolvimento dos reinos, com um rei em particular sendo reconhecido como um senhor superior, desenvolvido a partir de uma estrutura inicial que, segundo Higham, está vinculada de volta ao feodus original. O nome tradicional para este período é Heptarquia, que não tem sido utilizada por estudiosos desde o início do século XX, pois dá a impressão de uma única estrutura política e não oferece a "oportunidade de tratar a história de qualquer reino como um todo". Simon Keynes sugere que o século VIII e IX foi um período de prosperidade econômica e social que criou estabilidade tanto abaixo do Tâmisa quanto acima do Humber. Muitas áreas floresceram e sua influência foi sentida em todo o continente, no entanto, entre o Humber e o Tâmisa, uma entidade política cresceu em influência e poder e para o Oriente, e esses desenvolvimentos na Grã-Bretanha atraíram atenção.

### Supremacia da Mércia (626–821)

Um mapa político da Grã-Bretanha em cerca de 650 (os nomes estão em português moderno)

A Terra Média-Baixa da Grã-Bretanha era conhecida como o lugar do Mierce, o povo fronteiriço, em latim, Mercia. Mércia era uma área diversificada de grupos tribais, como mostra o Hidas da Inglaterra; os povos eram uma mistura de povos de fala britônica e pioneiros "anglo-saxões" e seus primeiros líderes tinham nomes britônicos, como Penda. Embora Penda não apareça na lista de grandes senhores de Beda, ele apareceria quando Beda diz em outro lugar que dominava os reinos do sul. Na época da batalha do rio Vinuedo, trinta duces regii (generais reais) lutaram em seu nome. Embora haja muitas lacunas nas evidências, é claro que os reis da Mércia do século VII eram formidáveis governantes que conseguiram exercer uma ampla dominação de sua base em Midland.
O sucesso militar mércio foi a base do seu poder; ele prosperou não apenas contra 106 reis e reinos, ganhando batalhas elaboradas, mas devastando implacavelmente qualquer área, tola o suficiente para reter o tributo. Há uma série de referências casuais espalhadas por toda a história de Beda para este aspecto da política militar mércia. Penda é encontrado devastando a Nortúmbria tão ao norte quanto Bamburgo e apenas uma intervenção milagrosa de Aidan impede a completa destruição do assentamento. Em 676, Etelredo conduziu um assalto similar em Kent e causou tal dano na diocese de Rochester que dois bispos sucessivos abandonaram sua posição por falta de fundos. Nesses relatos há um vislumbre raro das realidades da soberania anglo-saxônica inicial e como uma soberania generalizada poderia ser estabelecida em um período relativamente curto. Em meados do século VIII, outros reinos do sul da Grã-Bretanha também foram afetados pelo expansionismo mércio. Os saxões do leste parecem ter perdido o controle de Londres, Middlesex e Hertfordshire para Etelbaldo, embora a terra leste saxã não pareça ter sido afetada, e a dinastia do leste saxão continuou no século IX. A influência e a reputação mércia atingiram seu ápice quando, no final do século VIII, o governante europeu mais poderoso da época, o rei franco Carlos Magno, reconheceu o poder do rei mércio Offa e, portanto, o tratou com respeito, mesmo que isso pudesse ser apenas lisonja.

### Aprendizado e monasticismo (660–793)

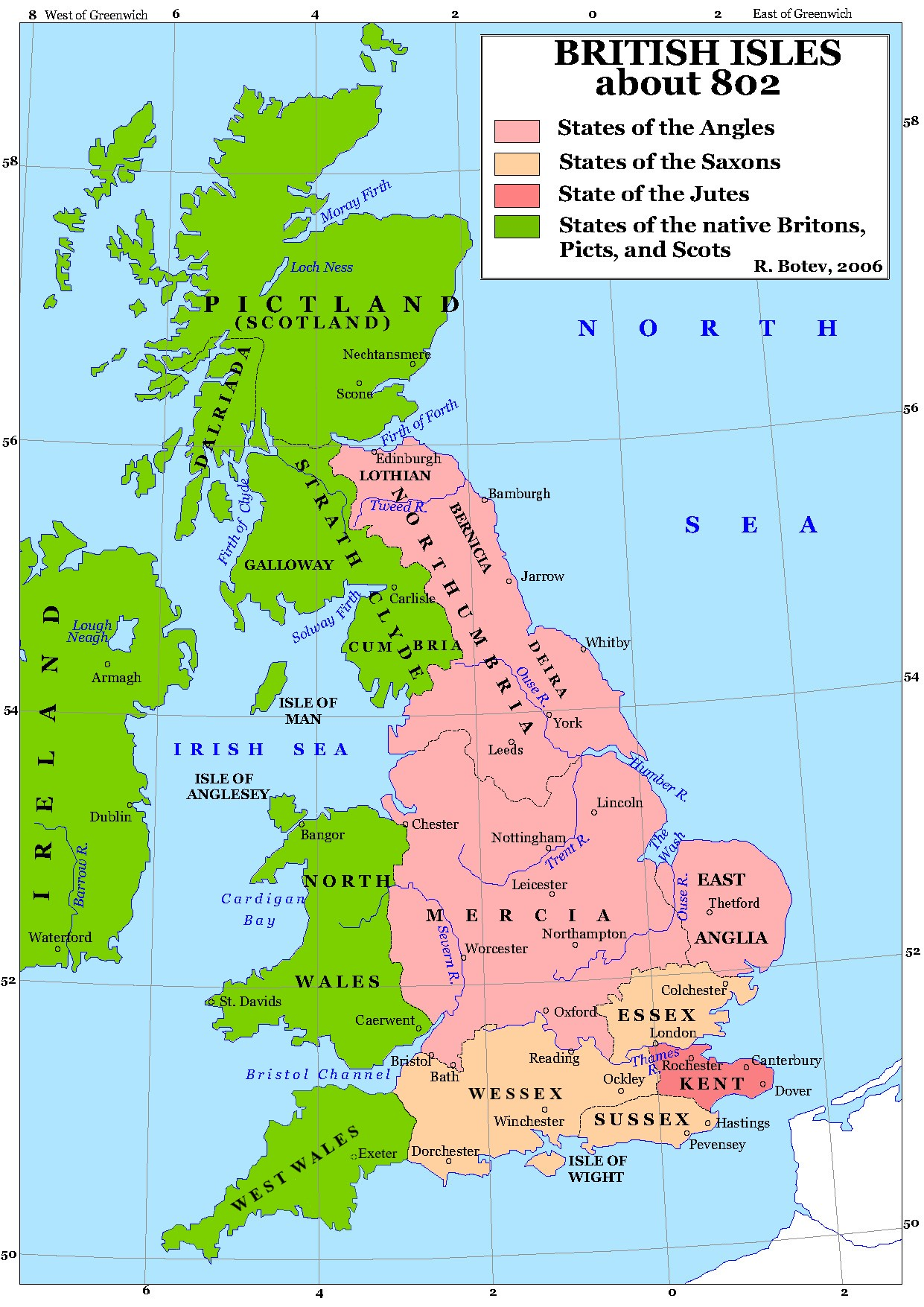
Mapa da Grã-Bretanha em 802

Michael Drout chama esse período a "Idade de Ouro", quando o aprendizado floresce com um renascimento no conhecimento clássico. O crescimento e a popularidade do monasticismo não foram um desenvolvimento inteiramente interno, com influência do continente que moldava a vida monástica anglo-saxônica. Em 669, Theodore, um monge de língua grega, originário de Tarsus na Ásia Menor, chegou na Grã-Bretanha para se tornar o oitavo arcebispo de Canterbury. Ele se juntou no ano seguinte ao seu colega Adriano, um africano de língua latina por origem e ex-abade de um mosteiro na Campânia (perto de Nápoles). Uma de suas primeiras tarefas em Canterbury foi o estabelecimento de uma escola; e de acordo com Beda (escrevendo cerca de sessenta anos depois), eles logo "atraíram uma multidão de alunos em cujas mentes eles diariamente derramaram os fluxos de aprendizado saudável". Como evidência de seu ensino, Beda relata que alguns de seus alunos, que sobreviveram em seu próprio dia, eram tão fluentes em grego e latim como em sua língua nativa. Bede não menciona Adelmo nesta conexão; mas sabemos por uma carta endereçada por Adelmo a Adriano que ele também deve ser contado entre seus alunos.
Adelmo escreveu em latim elaborado, grandiloquente e muito difícil, que se tornou o estilo dominante durante séculos. Michael Drout afirma que "Adelmo escreveu hexâmetros em latim melhor do que ninguém na Inglaterra (e possivelmente melhor do que ninguém desde então, ou pelo menos até Milton). Seu trabalho mostrou que os escolásticos da Inglaterra, na extremidade da Europa, poderiam ser tão instruídos e sofisticados como qualquer escritor na Europa". Durante este período, a riqueza e o poder dos mosteiros aumentaram, pois as famílias de elites, possivelmente fora do poder, se voltaram para a vida monástica.
O monasticismo anglo-saxão desenvolveu a instituição incomum do "duplo mosteiro", uma casa de monges e uma casa de freiras, vivendo um ao lado do outro, compartilhando uma igreja, mas nunca se misturam e vivem vidas separadas de celibato. Estes monastérios duplos foram presididos por abadesas, algumas das mulheres mais poderosas e influentes da Europa. Os monastérios duplos que foram construídos em locais estratégicos perto de rios e costas, acumulavam imensa riqueza e poder em várias gerações (suas heranças não estavam divididas) e se tornaram centros de arte e aprendizado.
Enquanto Adelmo estava fazendo seu trabalho em Malmesbury, longe dele, no norte da Inglaterra, Beda estava escrevendo uma grande quantidade de livros, ganhando reputação na Europa e mostrando que os ingleses podiam escrever história e teologia, e fazer computação astronômica (para as datas da Páscoa, entre outras coisas).

### Hegemonia saxã ocidental e as guerras anglo-escandinavas (793–878)
O século IX viu o surgimento da Saxônia Ocidental, desde os fundamentos colocados pelo rei Egberto no primeiro quarto do século até as realizações do rei Alfredo o Grande nas suas décadas de encerramento. Os contornos da história são contados na Crônica Anglo-Saxônica, embora os anais representem um ponto de vista saxão ocidental. No dia da sucessão de Egberto ao Reino da Saxônia Ocidental, em 802, um ealdormano mércio da província dos Huícios havia atravessado a fronteira em Kempsford, com a intenção de montar uma incursão no norte de Wiltshire; A força mércia foi cumprida pelo ealdormano local, "e o povo de Wiltshire teve a vitória". Em 829 Egberto prosseguiu, o cronista relata, para conquistar "o reino dos mércios e tudo ao sul do Humber". Foi nesse ponto que o cronista escolheu anexar o nome de Egberto à lista de sete senhores superiores de Beda, acrescentando que "ele era o oitavo rei que era Bretwalda". Simon Keynes sugere que o fundamento de Egberto de um reino "bipartido" é crucial quando se estendeu pelo sul da Inglaterra, e criou uma aliança funcional entre a dinastia do oeste saxão e os governantes dos mércios. Em 860, as partes oriental e ocidental do reino do sul foram unidas por acordo entre os filhos sobreviventes do rei Etelvulfo da Saxônia Ocidental, embora a união não tenha sido mantida sem oposição da dinastia; e no final dos anos 870, o rei Alfred ganhou a submissão dos mércios sob o governante Etelredo, que em outras circunstâncias poderia ter sido chamado de rei, mas quem, sob o regime de Alfredo, era considerado o ealdormano de seu povo.

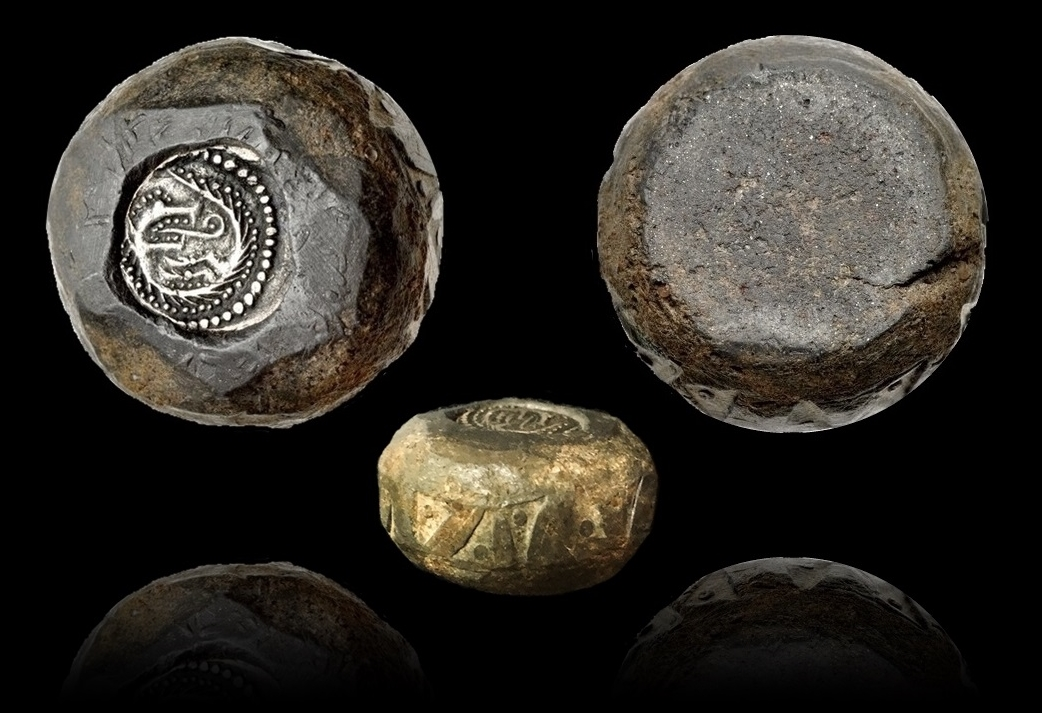
Peso de moeda anglo-saxão-viquingue. O material é chumbo e pesa aproximadamente 36 g. Incorporado com um esceta datado de 720-750 e cunhado em Kent. Está orlado em um padrão de triângulo pontilhado. A origem é a região do Danelaw e data do final do século VIII ao IX

A riqueza dos mosteiros e o sucesso da sociedade anglo-saxônica atraíram a atenção das pessoas da Europa continental, principalmente dinamarqueses e noruegueses. Devido às incursões de pilhagem que se seguiram, os invasores receberam o nome de "viquingue" – do nórdico antigo víkingr que significa uma expedição – que logo se tornou usado para a atividade de invasão ou a pirataria relatada na Europa Ocidental. Em 793, Lindisfarne foi invadida e, apesar de não ser a primeira incursão desse tipo, foi a mais proeminente. Um ano depois, Jarrow, o mosteiro onde Bede escreveu, foi atacado; em 795 Iona; e em 804 o convento na Lyminge Kent foi concedido refúgio dentro das muralhas de Canterbury. Por volta de 800, um Reeve de Portland na Saxônia Ocidental foi morto quando ele confundiu alguns invasores com comerciantes comuns.
As incursões viquingues continuaram até 850, então a Crônica diz: "Os pagãos pela primeira vez permaneceram durante o inverno". A frota não parece ter ficado longamente na Inglaterra, mas começou uma tendência que outros seguiram posteriormente. Em particular, o exército que chegou em 865 permaneceu durante muitos invernos, e parte dele mais tarde estabeleceu o que se chamou Danelaw. Este foi o "Grande Exército", um termo usado pela Crônica na Inglaterra e por Adrevaldo de Fleury no continente. Os invasores foram capazes não só de explorar as feudos entre e dentro dos vários reinos, mas também para designar reis fantoches, Ceolvulfo em Mércia em 873, "um tolo thane do rei" (ASC) e talvez outros em Nortúmbria em 867 e East Anglia em 870. A terceira fase foi uma era de assentamento; no entanto, o "Grande Exército" foi onde quer que ele pudesse encontrar as colheitas mais ricas, atravessando o Canal diante de oposição resoluta, como na Inglaterra em 878, ou com fome, como no continente em 892. Nesta fase, os viquingues assumiram uma importância cada vez maior como catalisadores de mudanças sociais e políticas. Eles constituíam o inimigo comum, tornando os ingleses mais conscientes de uma identidade nacional que superou distinções mais profundas; eles poderiam ser percebidos como um instrumento de punição divina pelos pecados do povo, levando a consciência de uma identidade cristã coletiva; e ao "conquistar" os reinos dos anglos orientais, dos nortúmbrios e dos mércios, criaram um vácuo na liderança do povo inglês.
O assentamento dinamarquês continuou na Mércia em 877 e na Ânglia Oriental em 879—80 e 896. O resto do exército continuou a perseguir e saquear em ambos os lados do Canal, com novos recrutas, evidentemente, chegando a inflar suas fileiras, pois continuou claramente a ser uma formidável força de combate. Em primeiro lugar, Alfredo respondeu pela oferta de repetidos pagamentos de tributos. No entanto, após uma vitória decisiva em Edington em 878, Alfredo ofereceu uma oposição vigorosa. Ele estabeleceu uma cadeia de fortalezas em todo o sul da Inglaterra, reorganizou o exército, "de modo que sempre metade dos homens estavam em casa e metade em serviço, com exceção dos homens que deveriam guarnecer os burhs" (A.SC sa 893), e em 896 ordenou a construção de um novo tipo de arte que poderia se opor às conquistas viquingues nas águas costeiras rasas. Quando os viquingues retornaram do Continente em 892, descobriram que não podiam mais percorrer o país à vontade, pois onde quer que fossem, eles se opuseram a um exército local. Depois de quatro anos, os escandinavos, portanto, se separaram, alguns se estabeleceram na Nortúmbria e Ânglia Oriental, o restante tentou sua sorte novamente no continente.

### Rei Alfredo e a Reconstrução (878–899)

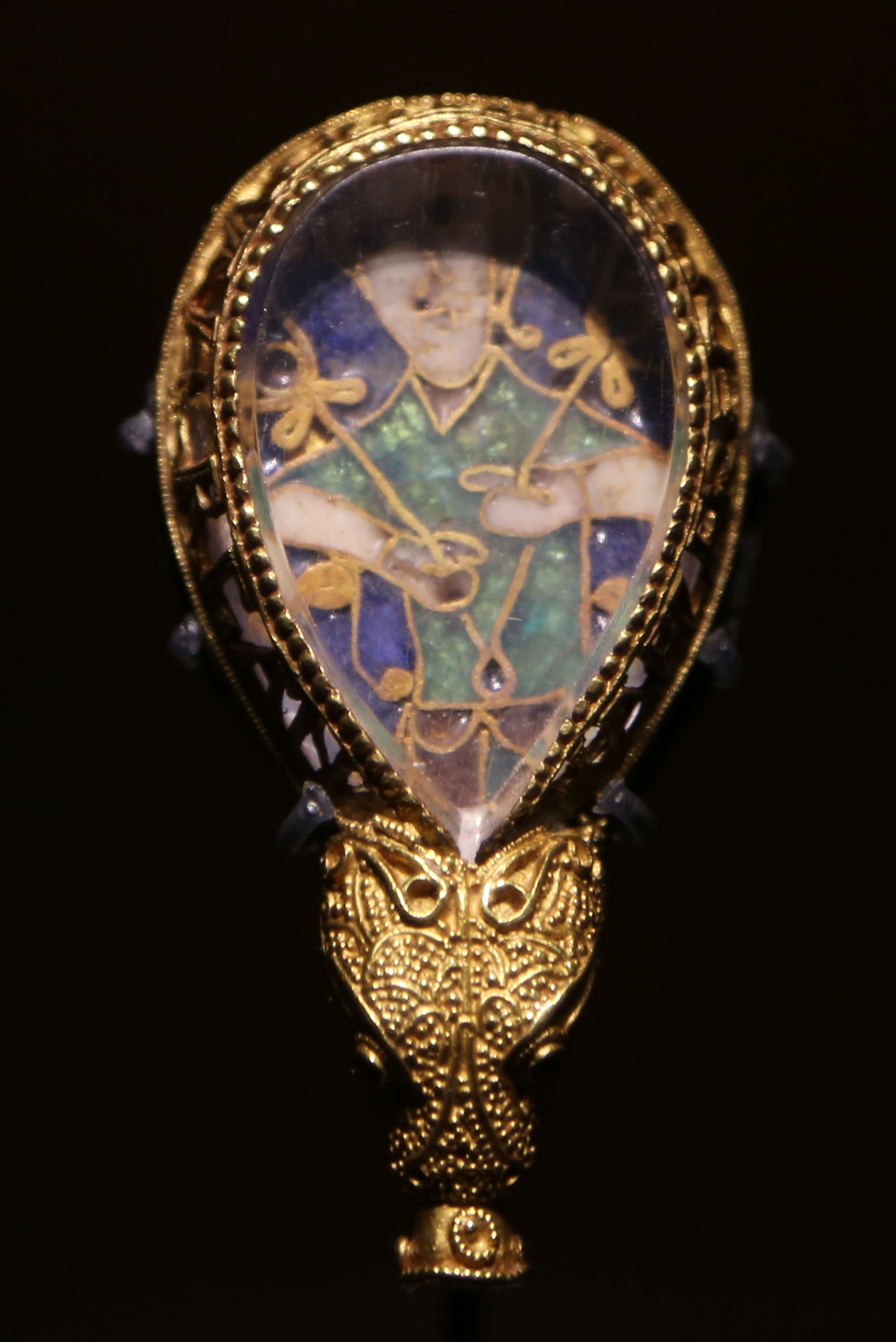
Um presente real, a joia de Alfredo

Mais importante para Alfredo do que suas vitórias militares e políticas eram sua religião, seu amor pela aprendizagem e sua divulgação da escrita em toda a Inglaterra. Simon Keynes sugere que o trabalho de Alfredo lançou as bases para o que realmente torna a Inglaterra única em toda a Europa medieval de cerca de 800 até 1066.

Pensando em como a aprendizagem e a cultura decaíram desde o século passado, ele escreveu:
Tão completamente a sabedoria caiu na Inglaterra que havia muito poucos desse lado do Humber que podiam entender seus rituais em inglês ou, de fato, poderiam traduzir uma carta do latim para o inglês; e eu acredito que não havia muitos além do Humber. Havia tão poucos deles que na verdade não consigo pensar em um único sul do Tâmisa quando eu me tornei rei (Prefácio: "O cuidado pastoral de Gregório Magno").
Alfredo sabia que a literatura e o aprendizado, tanto em inglês como em latim, eram muito importantes, mas o estado de aprendizagem não era bom quando Alfredo chegou ao trono. O rei Alfredo então viu a realeza como um escritório sacerdotal, um pastor para o seu povo. Um livro que foi particularmente valioso para ele foi Cura Pastoralis de Gregório Magno. Este é o guia de um sacerdote sobre como cuidar das pessoas. Alfredo tomou este livro como seu próprio guia sobre como ser um bom rei para o seu povo; portanto, um bom rei para Alfredo aumentaria a alfabetização. Alfredo traduziu este livro e explica no prefácio:
Quando eu aprendi, eu o traduzi para o inglês, assim como eu entendi, e como eu poderia fazê-lo significativamente. E enviarei um para cada bispado no meu reino, e em cada um haverá um æstel que vale cinquenta mancuses. E ordeno em nome de Deus que nenhum homem pode tirar o æstel do livro nem o livro da igreja. Desconhece-se por quanto tempo pode haverá bispos tão instruídos que, graças a Deus, estão em quase todos os lugares (Prefácio: "O cuidado pastoral de Gregório Magno").
O que se supõe ser um desses "æstel" (a palavra só aparece neste texto) é o ouro, o cristal de pedra e o esmalte Joia de Alfredo, descoberto em 1693, que se supõe ter sido equipado com uma pequena haste e usado como um ponteiro ao ler. Alfred forneceu auxílio funcional, ligado a um programa social de alfabetização vernácula na Inglaterra, que era sem precedentes.
Por conseguinte, parece melhor para mim, se parece ser assim para você, que também traduzamos certos livros ... e trazê-los... se tivermos a paz, que todos os jovens de homens livres que agora estão na Inglaterra, aqueles que têm os meios para que eles se apliquem a ele, sejam configurados para aprender, enquanto eles não podem ser configurados para qualquer outro uso, até o momento em que eles possam ler os escritos em inglês. (Prefácio: "O cuidado pastoral de Gregório Magno").
Isto estabeleceu um crescimento em cartas, direito, teologia e aprendizagem. Alfredo estabeleceu as bases para as grandes realizações do século X e fez muito para tornar o idioma vernáculo mais importante que o latim na cultura anglo-saxã.
Desejei viver dignamente enquanto vivi, e deixar depois da minha vida, para os homens que depois atrás de mim, a memória de mim em boas obras. (Prefácio: A Consolação da Filosofia por Boécio).

## História anglo-saxã tardia  (899–1066)
Um quadro para os acontecimentos importantes dos séculos X e XI é fornecido pela Crônica Anglo-Saxônica. No entanto, as cartas, códigos legais e moedas fornecem informações detalhadas sobre vários aspectos do governo real e as obras sobreviventes da literatura anglo-latina e vernácula, bem como os numerosos manuscritos escritos no século X, testemunham em suas diferentes maneiras a vitalidade da cultura eclesiástica. No entanto, como Simon Keynes sugere "não se segue que o século X seja melhor compreendido do que períodos mais escassamente documentados".

### Reforma e formação da Inglaterra  (899–978)

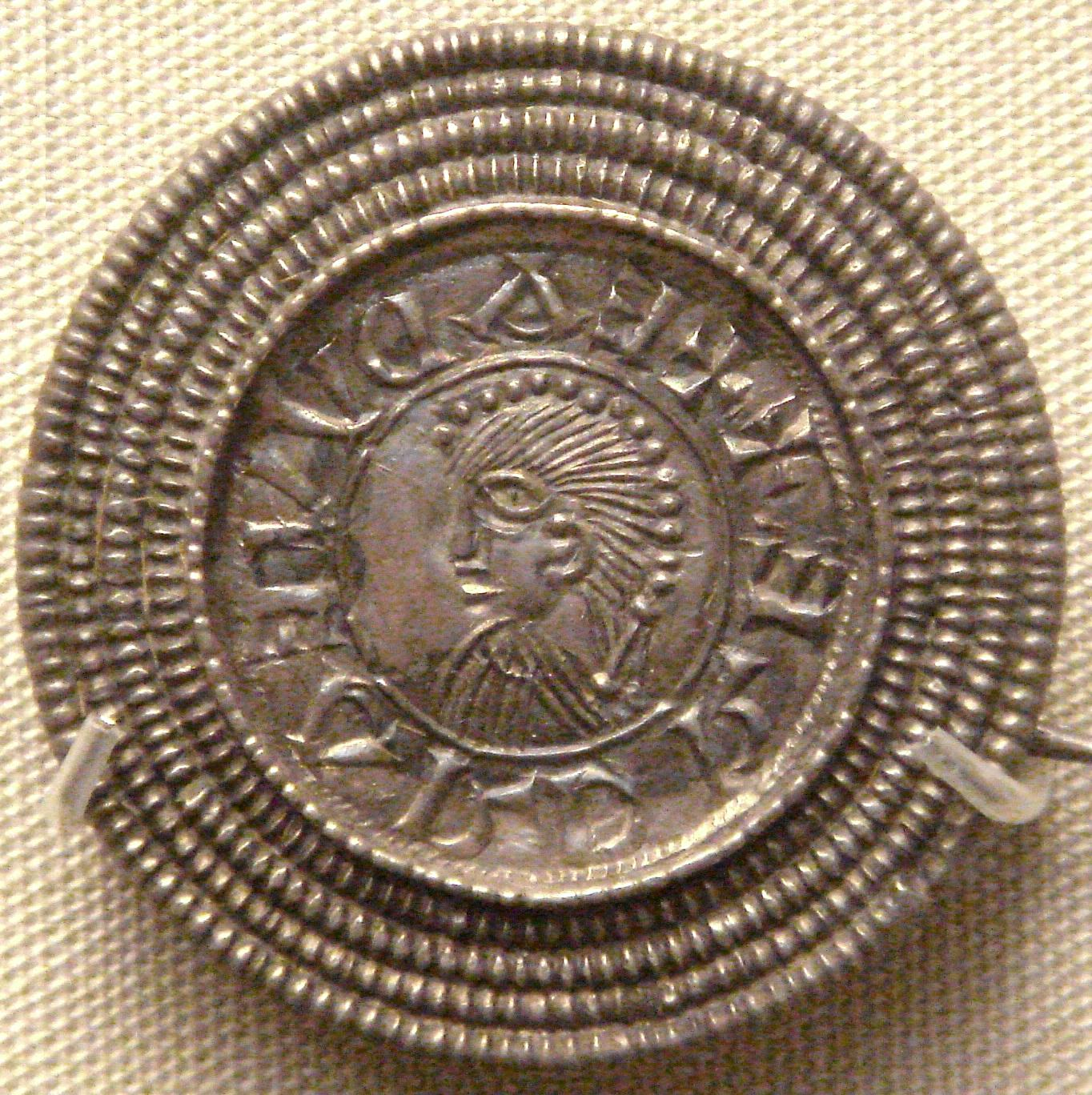
Broche de prata imitando uma moeda de Eduardo, o Velho, c. 920, encontrado em Roma, Itália. Museu Britânico

Ao longo do século X, os reis saxões ocidentais ampliaram seu poder primeiro sobre Mércia, depois para o sul do Danelaw e, finalmente, sobre a Nortúmbria, impondo assim uma aparência de unidade política aos povos, que, no entanto, permaneceriam conscientes de seus respectivos costumes e seus passados separados. O prestígio e, de fato, as pretensões da monarquia aumentaram, as instituições de governo se fortaleceram, e os reis e seus agentes buscaram, de várias formas, a ordem social. Esse processo começou com Eduardo, o Velho – que, com sua irmã, Etelfleda, Senhora dos mércios, inicialmente, revelam cartas medievais, encorajaram as pessoas a comprar propriedades dos dinamarqueses, para reafirmar algum grau de influência inglesa em território que havia caído sob controle dinamarquês. David Dumville sugere que Eduardo talvez tenha estendido esta política recompensando seus apoiantes com concessões de terras nos territórios recentemente conquistados pelos dinamarqueses e que quaisquer cartas emitidas em relação a tais subsídios não tenham sobrevivido. Quando Atelfredo morreu, Mércia foi absorvida pela Saxônia Ocidental. A partir desse ponto, não houve disputa para o trono, então a casa da Saxônia Ocidental tornou-se a casa dominante da Inglaterra.
Eduardo, o Velho foi sucedido por seu filho Etelstano, que Simon Keynes chama a "figura imponente na paisagem do século X". Sua vitória sobre uma coalizão de seus inimigos – Constantino, Rei dos Escoceses, Owen I de Strathclyde, Rei dos Cúmbrios, e Olavo de Dublim - na Batalha de Brunanburh, comemorada por um poema famoso na Crônica anglo-saxã abriu o caminho para que ele fosse saudado como o primeiro rei de toda a Inglaterra. A legislação de Etelstano mostra como o rei levou seus funcionários a fazer seus respectivos deveres. Ele era intransigente em sua insistência no respeito pela lei. No entanto, esta legislação também revela as dificuldades persistentes que o rei e seus conselheiros enfrentaram em trazer pessoas problemáticas sob alguma forma de controle. Sua afirmação de ser "rei dos ingleses" não foi amplamente reconhecida. A situação era complexa: os governantes hiberno-nórdicos de Dublin ainda cobiçavam seus interesses no reino dinamarquês de York; os termos tinham que ser feitos com os escoceses, que tinham a capacidade não apenas de interferir nos assuntos da Nortúmbria, mas também de bloquear uma linha de comunicação entre Dublin e York; e os habitantes do norte da Nortúmbria consideraram uma lei para si mesmos. Foi somente após vinte anos de desenvolvimentos cruciais na sequência da morte de Etelstano em 939 que um reino unificado da Inglaterra começou a assumir a sua forma familiar. No entanto, o principal problema político para Edmund e Edredo, que sucederam a Etelstano, continuou a ser a dificuldade de subjugar o norte. Em 959, Edgar diz ter "conseguido o reino tanto na Saxônia Ocidental quanto em Mércia e em Nortúmbria, e ele tinha então 16 anos" (ASC, versão 'B', 'C') e é chamado de "O Pacificador". No início dos anos 970, depois de uma década de "paz" de Edgar, pode ter parecido que o reino da Inglaterra foi realmente feito completo. Em seu discurso formal para a reunião em Winchester, o rei instou seus bispos, abades e abades a "serem de uma mente no que se refere ao uso monástico ... de maneiras diferentes de observar os costumes de uma Regra e um país deveria levar sua conversa santa a perder reputação".
A corte de Etelstano era uma incubadora intelectual. Naquela corte havia dois jovens chamados Dunstan e Etelvoldo, que foram criados sacerdotes, supostamente por insistência de Etelstano, no final de seu reinado em 939. Entre 970 e 973, um conselho foi realizado, sob a égide de Edgar, onde um conjunto de regras foi planejado que seria aplicável em toda a Inglaterra. Isso colocou todos os monges e freiras na Inglaterra sob um conjunto de alfândegas detalhadas pela primeira vez. Em 973, Edgar recebeu uma especial segunda "coroação imperial" em Bath, e desse ponto a Inglaterra foi governada por Edgar sob a forte influência de Dunstan, Etelvoldo e Osvaldo, o Bispo de Worcester.

### Etelredo e o retorno dos escandinavos
O reinado de Etelredo o Despreparado testemunhou a retomada das invasões vikings na Inglaterra, colocando o país e sua liderança sob tensões tão severas quanto duradouras. As invasões começaram em uma escala relativamente pequena nos anos 980, mas se tornaram muito mais sérias na década de 990 e levaram à calamidade em 1009-12, quando grande parte do país foi devastada pelo exército de Þorkell inn hávi (Thorkell, o Alto). Assim permaneceu para que Sveinn Haraldsson tjúguskegg (Sueno Barba Bifurcada), rei da Dinamarca, conquistasse o reino da Inglaterra em 1013-14, e (após a restauração de Etelredo) para seu filho Canuto alcançar o mesmo em 1015-16. O conto desses anos incorporado na Crônica Anglo-Saxã deve ser lido por direito próprio e se juntar a outro material que reflete de uma forma ou de outra sobre a condução do governo e da guerra durante o reinado de Etelredo. É essa evidência que é a base para a visão de Simon Keynes de que o rei não tinha força, julgamento e determinação para dar liderança adequada ao seu povo em um momento de grave crise nacional; que logo descobriu que ele poderia confiar pouco além da traição de seus comandantes militares; e que, ao longo de seu reinado, não provaram senão a ignomínia da derrota. As incursões expuseram tensões e fraquezas que penetraram profundamente no tecido do estado anglo-saxão tardio e é evidente que os acontecimentos se basearam em um plano de fundo mais complexo do que o cronista provavelmente sabia. Parece, por exemplo, que a morte do bispo Etelvoldo em 984 precipitou uma nova reação contra certos interesses eclesiásticos; que em 993 o rei chegou a lamentar o erro de seus caminhos, levando a um período em que os assuntos internos do reino parecem ter prosperado.

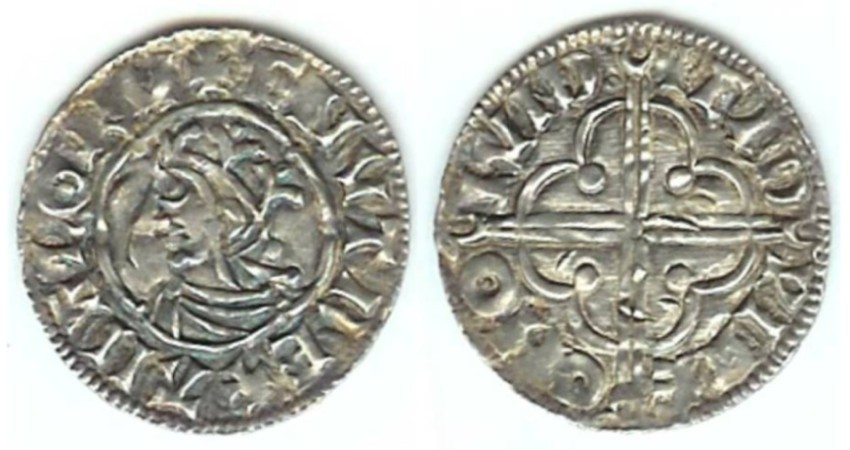
Moeda do tipo "Quatrefoil" de Canuto com a legenda "CNUT REX ANGLORU[M]" (Canuto, Rei dos Ingleses), retido em Londres pelo comerciante Eduíno

Os tempos cada vez mais difíceis provocados pelos ataques viquingues são refletidos tanto nas obras de Elfrico e Vulstano, quanto mais notavelmente na feroz retórica de Vulstano no Sermo Lupi ad Anglos, datado de 1014. Malcolm Godden sugere que as pessoas comuns viram o retorno dos viquingues, como a iminente "expectativa do apocalipse", e isso foi dado voz nos escritos de Elfrico e Vulstano, que é semelhante ao de Gildas e Bede. As incursões eram sinais de que Deus punia seu povo, Elfrico se refere a pessoas adotando os costumes dos dinamarqueses e exorta as pessoas a não abandonarem os costumes nativos em nome dos dinamarqueses, e então solicita um "irmão Eduardo", para tentar pôr fim para um "hábito vergonhoso" de beber e comer na dependência, que algumas das mulheres do campo praticavam nas festas de cervejas.
Em abril de 1016, Etelredo morreu de doença, deixando seu filho e sucessor Edmundo Braço de Ferro para defender o país. As lutas finais foram complicadas pela dissensão interna, e especialmente pelos atos traidores do ealdormano Edrico de Mércia, que mudaram oportunamente para o partido de Canuto. Após a derrota dos ingleses na batalha de Assandun em outubro de 1016, Edmund e Canuto concordaram em dividir o reino para que Edmund dirija a Saxônia Ocidental e Canuto da Mércia, mas Edmund morreu logo após sua derrota em novembro de 1016, possibilitando a Canuto aproveitar o poder sobre toda a Inglaterra.

### Conquista da Inglaterra: dinamarqueses, noruegueses e normandos (1016–1066)
No século XI, houve três conquistas e algumas pessoas anglo-saxãs viveriam através delas: uma após a conquista de Canuto em 1016; a segunda depois da infrutífera tentativa de Batalha da Ponte de Stamford em 1066; a terceira depois de Guilherme da Normandia em 1066. As consequências de cada conquista só podem ser avaliadas em retrospectiva. Em 1016, ninguém teria como saber que quaisquer ramificações culturais que eram sentidas então seriam suprimidas meio século depois; e em 1066 não havia nada para prever que os efeitos da conquista de Guilherme fossem maiores ou mais duradouros do que os de Canuto.
Neste período e além dele, a cultura anglo-saxã está mudando. Politicamente e cronologicamente, os textos deste período não são "anglo-saxões"; linguisticamente, os escritos em inglês (em oposição ao latim ou ao francês, as outras línguas escritas oficiais do período) estão se afastando do padrão final do saxão ocidental chamado "inglês antigo". No entanto, nem ainda não são "inglês médio"; Além disso, como Treharne explica, por cerca de três quartos deste período, "quase não há" escrita "original em inglês". Esses fatores levaram a uma lacuna na escolástica que implica uma descontinuação de ambos os lados da conquista normanda, no entanto, essa hipótese está sendo desafiada.
À primeira vista, parece haver pouco a debater. Canuto parece ter adotado de todo o coração o papel tradicional da realeza anglo-saxã. No entanto, um exame das leis, homilias, testamentos e cartas que datam deste período sugere que, como resultado da morte aristocrática generalizada e do fato de que a Canuto não introduziu sistematicamente uma nova classe de propriedade, ocorreram alterações importantes e permanentes nos setores social e social saxão. Eric John observou que, para Canuto, "a simples dificuldade de exercer um império tão largo e tão instável tornou necessário a prática de uma delegação de autoridade contra toda tradição da realeza inglesa". O desaparecimento das famílias aristocráticas que tradicionalmente desempenharam um papel ativo na governança do reino, juntamente com a escolha dos melhores assessores de Canuto, acabou com a relação equilibrada entre monarquia e aristocracia tão cuidadosamente forjada pelos reis saxões ocidentais.

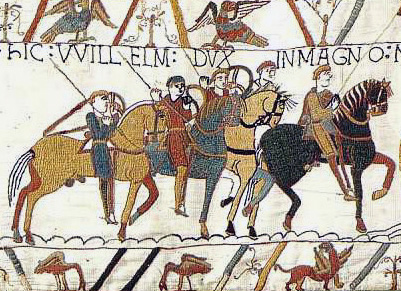
Representação da Batalha de Hastings (1066) na Tapeçaria de Bayeux

Eduardo tornou-se rei em 1042, e dado que sua educação poderia ter sido considerada a de um normando por aqueles que viviam através do Canal da Mancha. Após as reformas de Canuto, o poder excessivo estava concentrado nas mãos das casas rivais de Leofrico da Mércia e Goduíno da Saxônia Ocidental. Problemas também vieram para Eduardo do ressentimento causado pela introdução dos amigos normandos pelo rei. Uma crise surgiu em 1051 quando Goduíno desafiou a ordem do rei para punir os homens de Dôver, que haviam resistido uma tentativa de Eustácio da Bolonha de colocar seus homens sobre eles pela força. O apoio do Earl Leofrico e conde Sivardo permitiu que Eduardo assegurasse o banimento de Goduíno e seus filhos; e Guilherme da Normandia fez uma visita a Eduardo durante a qual Eduardo talvez tenha prometido a sucessão de Guilherme ao trono inglês, embora essa afirmação normanda possa ter sido uma mera propaganda. Goduíno e seus filhos voltaram no ano seguinte com uma força forte, e os magnatas não estavam preparados para envolver-se em uma guerra civil, mas obrigaram o rei a fazer os termos de paz. Alguns normandos impopulares foram expulsos, incluindo o arcebispo Robert, cujo arcebispado foi dado a Estigando; este ato forneceu uma desculpa para o apoio papal da causa de Guilherme.
A queda da Inglaterra e da conquista normanda é um problema de sucessão multi-geracional e multi-familiar causado em grande parte pela incompetência de Etelredo. No momento em que Guilherme da Normandia, ao detectar uma oportunidade, desembarcou sua força invasora em 1066, a elite da Inglaterra anglo-saxã mudou, embora grande parte da cultura e da sociedade tenham permanecido as mesmas.
Ða com Wyllelm eorl of Normandige into Pefnesea on Sancte Michæles mæsseæfen, sona þæs hi fere wæron, worhton castel æt Hæstingaport. Þis wearð þa Harolde cynge gecydd, he gaderade þa mycelne here, com him togenes æt þære haran apuldran, Wyllelm him com ongean on unwær, ær þis folc gefylced wære. Ac se kyng þeah him swiðe heardlice wið feaht mid þam mannum þe him gelæstan woldon, þær wearð micel wæl geslægen on ægðre healfe. Ðær wearð ofslægen Harold kyng, Leofwine eorl his broðor, Gyrð eorl his broðor, fela godra manna, þa Frencyscan ahton wælstowe geweald.
Então veio Guilherme, o Conde da Normandia, em Pevensey na noite da missa de São Michael, e logo que seus homens estavam prontos, eles construíram uma fortaleza no porto de Hasting. Isso foi dito ao rei Harold, e ele reuniu então um grande exército e veio até eles na Hoary Apple Tree, e Guilherme veio sobre ele sem saber antes que o exército de Harold estivesse pronto. Mas o rei, no entanto, o resistiu fortemente com a luta com os homens que o seguiriam, e houve um grande abate de ambos os lados. Então o rei Harold foi morto, e Leofuíno, o conde, seu irmão, e Girdo, e muitos homens bons, e os franceses ocuparam o lugar do abate.

## Depois da Conquista normanda
Após a conquista, a nobreza anglo-saxã foi exilada ou se juntou às fileiras do campesinato. Estima-se que apenas cerca de 8 por cento da terra estava sob controle anglo-saxão por 1087. Muitos nobres anglo-saxões fugiram para a Escócia, a Irlanda e a Escandinávia. O Império Bizantino tornou-se um destino popular para muitos soldados anglo-saxões, já que os bizantinos precisavam de mercenários. Os anglo-saxões tornaram-se o elemento predominante na Guarda Varangiana de elite, até então uma unidade em grande parte norte-germânica, da qual o guarda-costas do imperador foi tirado e continuou a servir o império até o início do século XV. No entanto, a população da Inglaterra em casa permaneceu em grande parte anglo-saxã; Para eles, pouco mudou imediatamente, exceto que seu senhor anglo-saxão foi substituído por um senhor normando.
O cronista Orderico Vital (1075 – 1142), ele próprio produto de um casamento anglo-normando, escreveu: "E então, os ingleses gemeram em alto tom por sua liberdade perdida e conspiraram incessantemente para encontrar algum meio de sacudir um jugo que era tão intolerável e desacostumado". Os habitantes do Norte e da Escócia nunca se interessaram com os normandos seguindo o Enfraquecimento do Norte (1069-1070), onde Guilherme, de acordo com a Crônica Anglo-Saxã, "devastou e assolou esse shire".
Muitos anglo-saxões precisaram aprender francês normando para se comunicar com seus governantes, mas é claro que, entre eles, eles continuavam falando inglês antigo, o que significava que a Inglaterra estava em uma interessante situação tri-lingual: anglo-saxão para as pessoas comuns, latim para a Igreja e francês normando para os administradores, a nobreza e os tribunais. Neste momento, e devido ao choque cultural da Conquista, o idioma anglo-saxão começou a mudar muito rapidamente e, por volta de 1200, já não era inglês anglo-saxão, mas o que os estudiosos chamam de inglês médio inicial. Mas esta linguagem tinha raízes profundas no idioma nativo anglo-saxão, que foi falado muito mais tardiamente do que 1066. Pesquisas no início do século XX, e ainda continuando hoje, mostraram que uma forma de anglo-saxão ainda estava sendo falada e não meramente entre os camponeses não educados, no século XIII na Midlands Ocidental. Esta foi a grande descoberta acadêmica de Tolkien quando ele estudou um grupo de textos escritos no início do inglês médio chamado Grupo Katherine, porque incluem a Vida de St. Katherine (também, a Vida de Santa Margarida, a Vida e a Paixão de Santa Juliana, Ancrene Wisse e Hali Meithhad — estes dois últimos ensinam como ser uma boa anacoreta e argumentando pela bondade da virgindade). Tolkien percebeu que uma sutil distinção preservada nestes textos indicava que o inglês antigo continuara sendo falado por muito mais tempo do que qualquer um havia suposto. No inglês antigo, há uma distinção entre dois tipos diferentes de verbos.
Os anglo-saxões sempre foram definidos muito próximos à língua, agora essa linguagem mudou gradualmente e, embora algumas pessoas (como o famoso escriba conhecido como a Mão Tremulosa de Worcester) pudessem ler o inglês antigo no século XIII. logo depois, tornou-se impossível para as pessoas lerem o inglês antigo, e os textos ficaram inúteis. O precioso Livro de Exeter, por exemplo, parece ter sido usado para pressionar a folha de ouro e, em um ponto, tinha uma jarra de cola à base de peixe, deixada em cima dele. Para Michael Drout isso simboliza o fim dos anglo-saxões.